# Zdenko Schubert von Soldern
Zdenko Schubert von Soldern (auch Zdenko Schubert Ritter von Soldern) (* 18. Oktober 1844 in Prag-Kleinseite; † 29. März 1922 in Prag-Smíchov) war ein deutsch-böhmischer Kunsthistoriker, Architekt, Architekturtheoretiker und Hochschullehrer am Lehrstuhl für Architektur der  Deutschen Technischen Hochschule in Prag.

## Leben und Wirken
Zdenko Schubert von Soldern (auch Zdenko Ignaz Aloys Schubert von Soldern) wurde in Prag in die Familie des Anwalts und Politikers Eduard Viktor Schubert von Soldern (1800–1879) und dessen Ehefrau Karolina Schubert, geb. Schmidt, geboren.
Von 1865 bis 1868 studierte er am  Eidgenössischen Polytechnikum in Zürich bei Gottfried Semper und von 1868 bis 1870 an der Akademie der bildenden Künste in Wien bei Theophil von Hansen. Anschließend unternahm er eine Studienreise nach Italien, wo er maßgeblich von der dortigen Renaissance-Architektur beeinflusst wurde. 
Im Stil der Neorenaissance hat er dann 1871 die Familienvilla in Liboc bei Prag entworfen. Danach setzte er sein Praktikum in Wien fort und arbeitete ab 1875 in Prag. 
Im Jahr 1879 wurde er Privatdozent für Geschichte der Architektur am Deutschen Polytechnischen Institut in Prag, im Jahr 1887 außerordentlicher Professor für Hochbau. Als Nachfolger des Architekten Josef Zítek (1832–1909) übernahm er 1903/04 als ordentlicher Professor den Lehrstuhl für Architektur an der Hochschule. Im Jahr 1916 ging er in den Ruhestand. 
Als Architekturtheoretiker hielt er u. a. Vorlesungen zur Architekturgeschichte und Formenlehre und bot Kurse zur Architektur der Antike und Renaissance an sowie zur Gestaltung monumentaler Gebäude. Als Schüler von Gottfried Semper verbreitete er auch dessen Ideen zur Architekturtheorie und galt als „Theoretiker des Historismus“. Sein Hauptinteresse galt aber der Lehrtätigkeit an der Hochschule sowie den historischen Studien, so dass trotz zahlreicher Entwürfe an Wettbewerben nur wenige Bauten verwirklicht wurden. 
Bereits 1898/99 reiste Schubert-Soldern nach Kleinasien und Zentralasien, um dort islamische Architektur zu studieren, er beschrieb u. a. die Baudenkmale von Samarkand und Buchara. In späteren Jahren führten ihn weitere Reisen zum Studium islamischer Baudenkmale nach Algerien und Tunis, wobei er auch über die römischen Ausgrabungen in Karthago berichtete (1905/06). Er beschäftigte sich außerdem mit Ornamenten als Verzierung von Bauwerken.
Er erhielt zahlreiche Auszeichnungen und Ehrungen und war Mitglied mehrerer Vereine: 
- Mitglied im utraquistischen Verein der Architekten und Ingenieure im Königreich Böhmen - Spolek architektů a inženýrů v Čechách,
- Mitglied in der Kunstabteilung des Prager Dombauvereins am Veitsdom,
- Vorsitzender in der kunsthistorischen Landeskommission für Böhmen,
- Ehrenpräsident der Architekturabteilung des Technischen Museums in Prag.

Zdenko Schubert von Soldern starb 1922 in Prag und wurde in der Familiengruft auf dem Friedhof Olšany beigesetzt. 
Sein Bruder, der Maler und Schriftsteller Victor Schubert von Soldern (1833–1912), lebte ab 1876 in Dresden. Ein weiterer Verwandter war der Philosoph Richard von Schubert-Soldern (1852–1924).

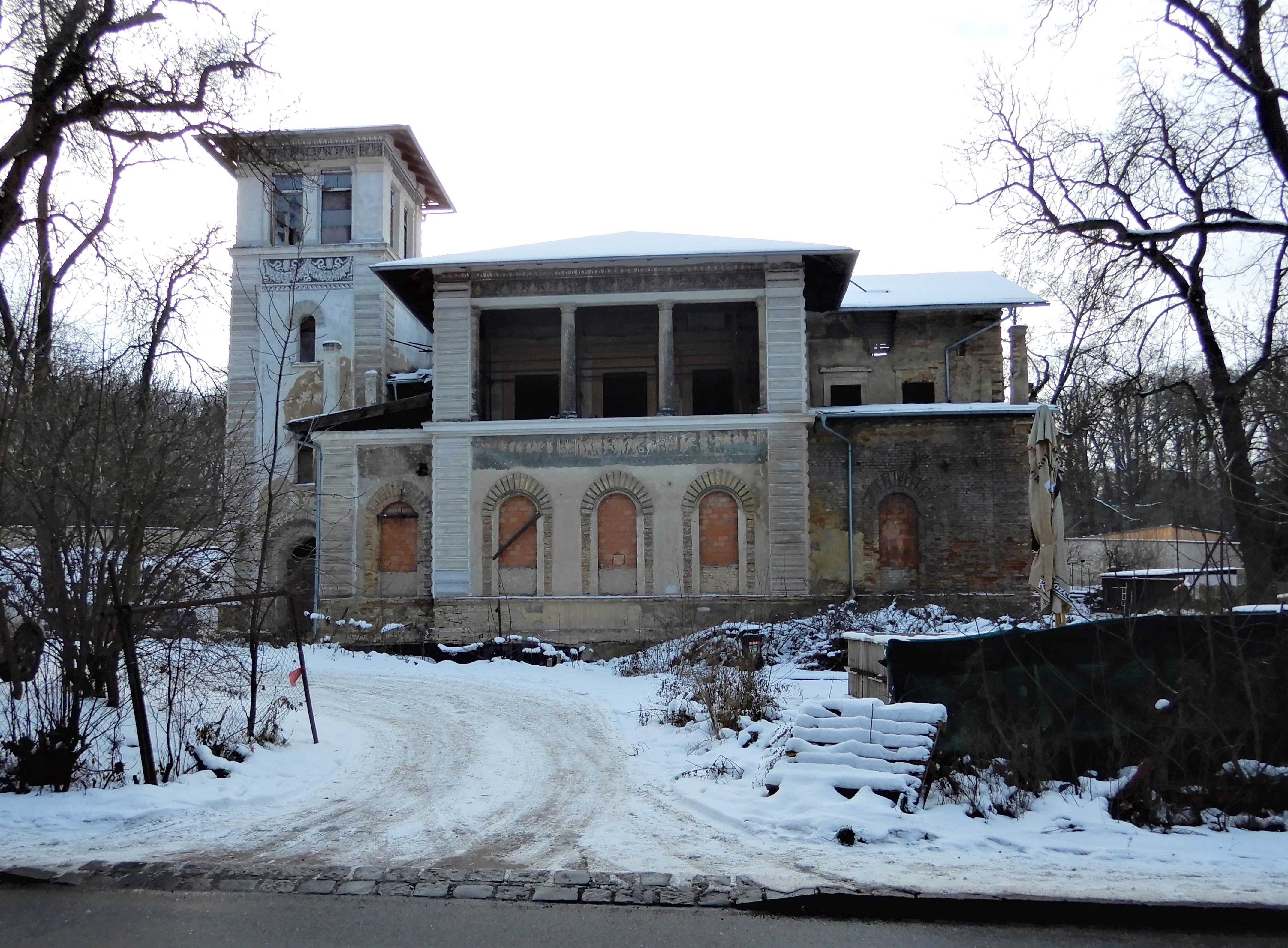
Schubert-Villa in Prag-Liboc

## Bauten und Entwürfe
- Schubert-Villa in Prag-Liboc, Libocká 276/9, als Familienvilla Schubert von Soldern um 1871 errichtet (unter Denkmalschutz, ÚSKP-Nr. 40523/1-1511)[6][7]
- Gestaltung des Saals im Schweizerhof Schaffhausen (1877)[8]
- Gebäude in Wiener Stadtteil Wieden
- Entwurf für das Verwaltungsgebäude der Buschtěhrader Eisenbahn in Prager Neustadt (1871), nicht ausgeführt, 1871–1874 nach Plänen von Ignaz Ullmann errichtet[6][8]
- Entwurf für das Stadttheater in Karlsbad (1876), nicht ausgeführt[8]
- Entwurf für das Grabmal von Ferenc Deák in Budapest (1876)[8]
- Entwurf für das Langtagspalais in Helsinki, nicht ausgeführt[8]
- Entwurf für die Sprudelkolonnade in Karlsbad (1879), nicht ausgeführt[6][8]
- Entwurf für das Stadttheater Reichenberg(1881), nicht ausgeführt[8]
- Entwurf für das Kurhotel in Bad Gräfenberg (1883), nicht ausgeführt[8]